# جون ويلكينز ويتفيلد
جون ويلكينز ويتفيلد هو سياسي أمريكي، ولد في 11 مارس 1818 في فرانكلين في الولايات المتحدة، وتوفي في 27 أكتوبر 1879 في هاليتسفيل في الولايات المتحدة. نشط حزبياً في الحزب الديمقراطي. وقد انتخب عضو مجلس نواب تكساس ‏.